# Otiothops helena
Espèce
Otiothops helena est une espèce d'araignées aranéomorphes de la famille des Palpimanidae.

## Distribution
Cette espèce est endémique du Paraná au Brésil,. Elle se rencontre vers Santa Helena.

## Description
Le mâle holotype mesure 4,60 mm.

## Systématique et taxinomie
Cette espèce a été décrite par Brescovit et Bonaldo en 1993.

## Étymologie
Son nom d'espèce lui a été donné en référence au lieu de sa découverte, Santa Helena.

## Publication originale
- Brescovit & Bonaldo, 1993 : « On the genus Otiothops in Brazil (Araneae, Palpimanidae). » Bulletin de l'Institut Royal des Sciences Naturelles de Belgique (Entomologie), vol. 63, p. 47-50.